# سومین اجلاس مجمع کشورهای صادرکننده گاز
سومین اجلاس کشورهای صادرکننده گاز (به انگلیسی: Third GECF summit) اجلاسی است که توسط مجمع کشورهای صادرکننده گاز ۲۳ نوامبر ۲۰۱۵ به میزبانی تهران برگزار شد و ۹ رئیس دولت در آن حضور داشتند.

## مراسم افتتاحیه و نشست عمومی

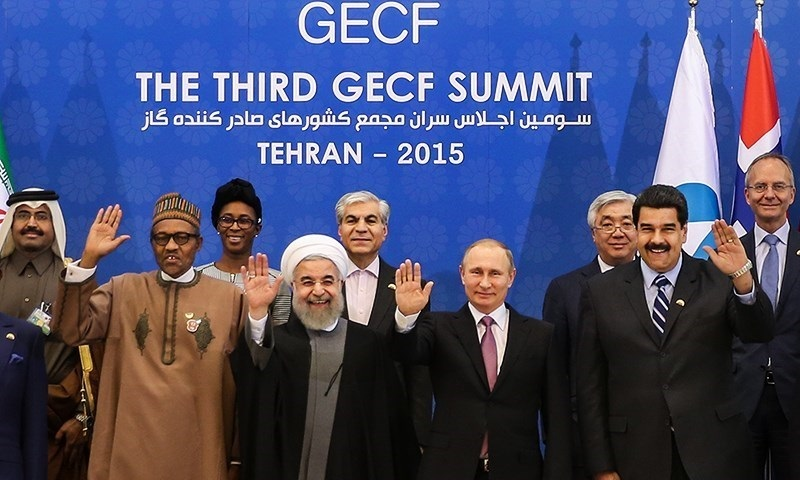

مراسم افتتاحیه و نشست عمومی سومین اجلاس سران مجمع کشورهای صادرکننده گاز با شعار «گاز طبیعی، سوخت منتخب برای توسعه پایدار» دوشنبه ۲ آذر ۱۳۹۵ با حضور رئیس‌جمهور ایران و سران ۹ کشور در سالن اجلاس سران برگزار شد.

## رئیسان دولت
روسای جمهوری آذربایجان و ترکمنستان به عنوان میهمانان و روسای جمهوری روسیه، بولیوی، گینه استوایی، نیجریه، ونزوئلا، عراق و نخست وزیر الجزایر در سومین اجلاس سران مجمع کشورهای صادرکننده گاز حضور دارند.

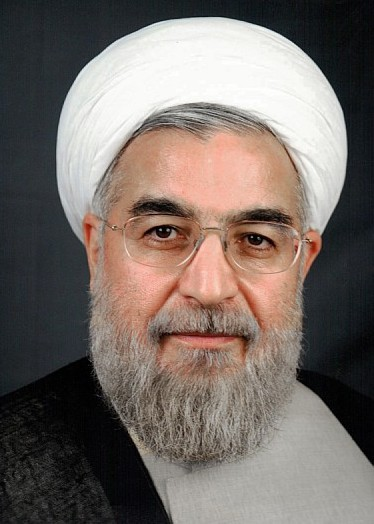
ایران حسن روحانی، ایران (میزبان)
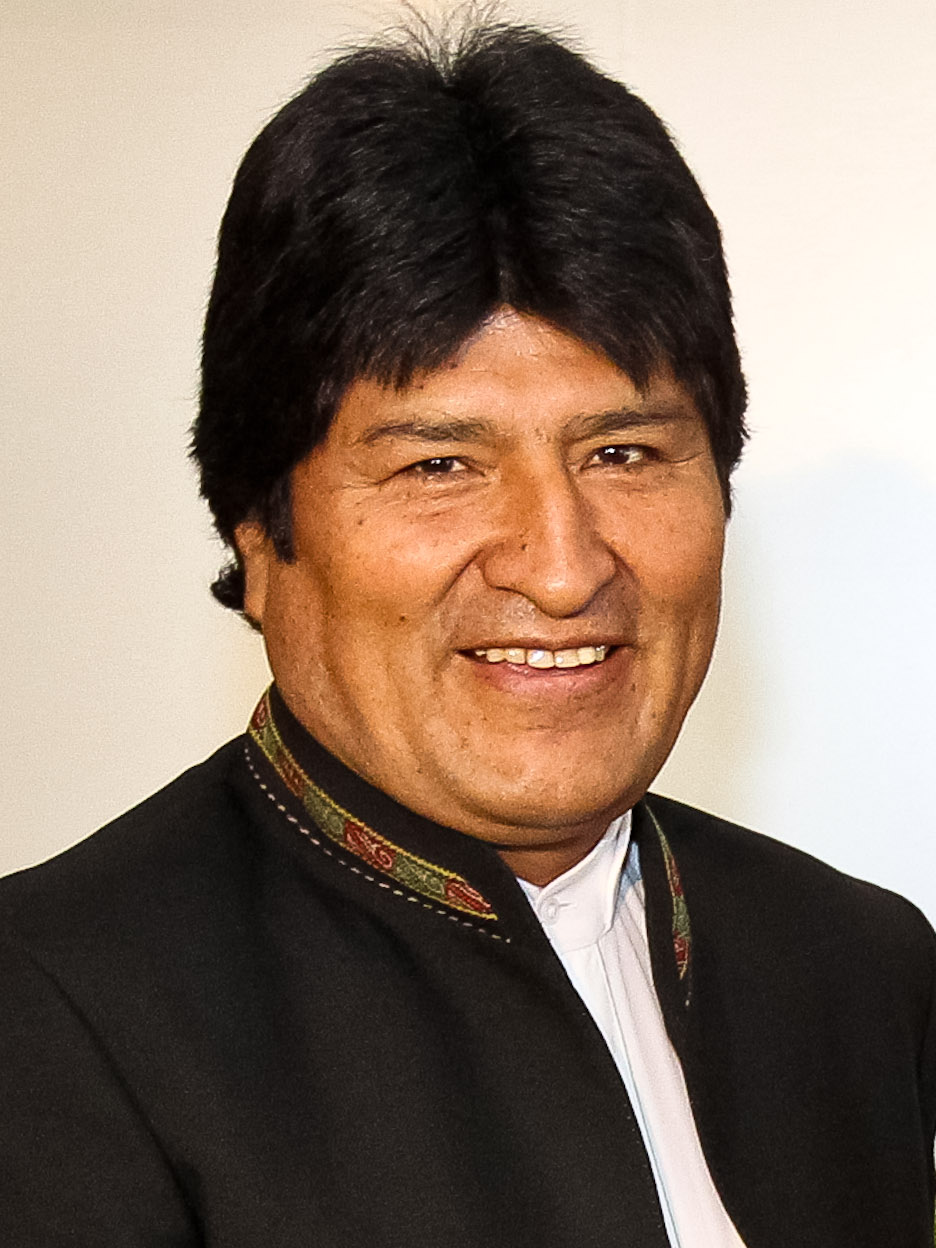
بولیوی اوو مورالس، بولیوی
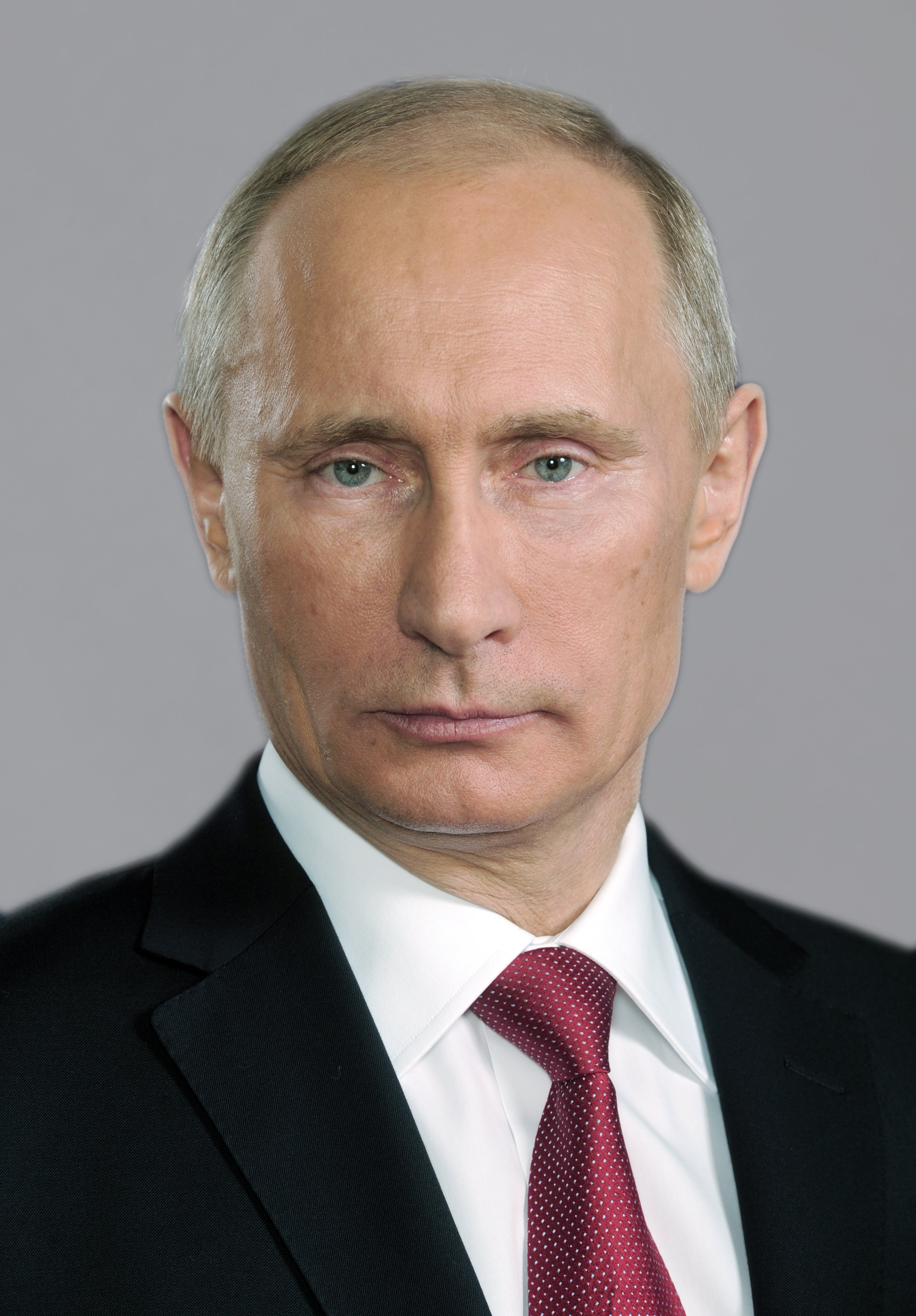
روسیه ولادیمیر پوتین، روسیه
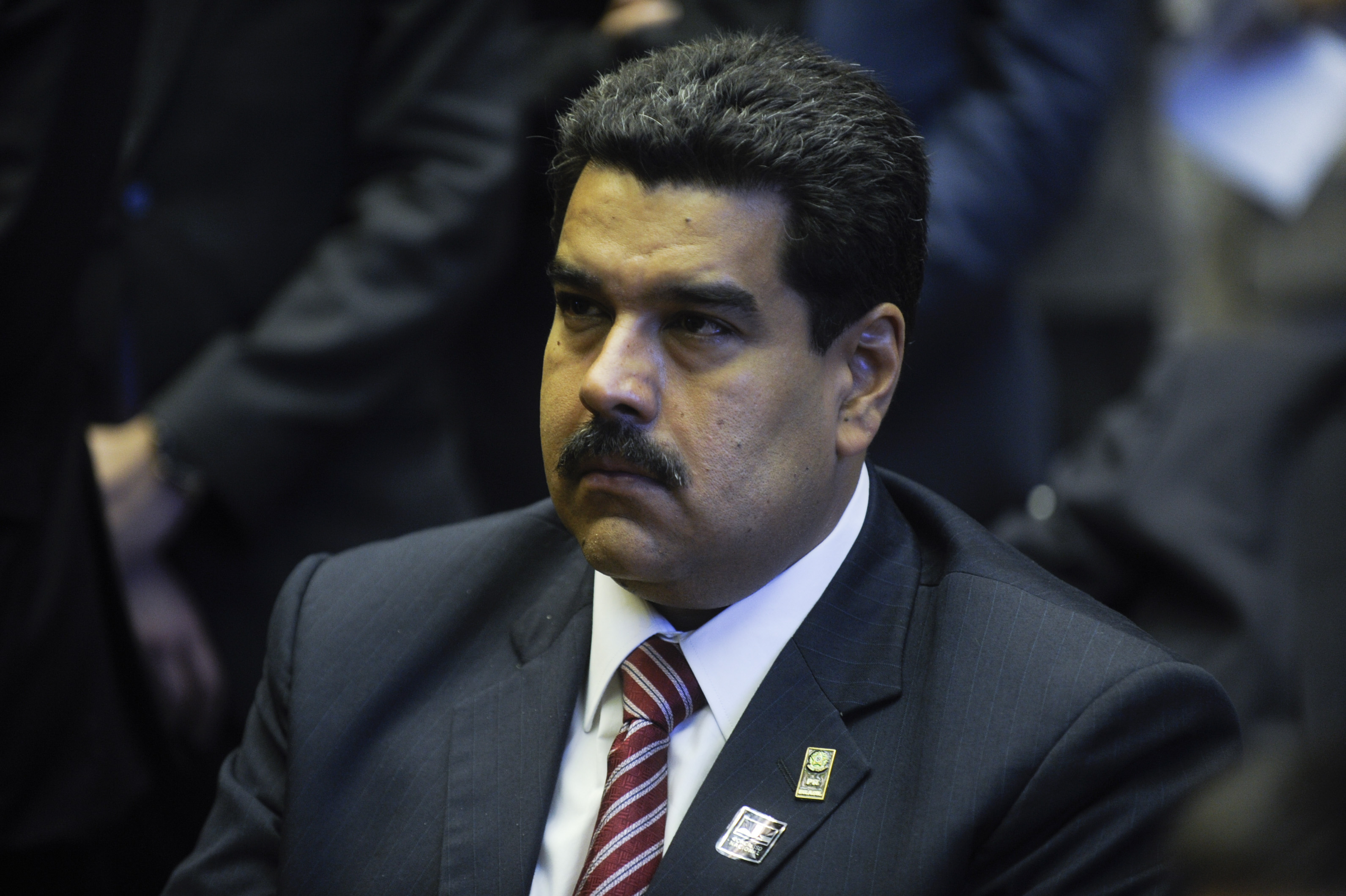
ونزوئلا نیکلاس مادورو، ونزوئلا
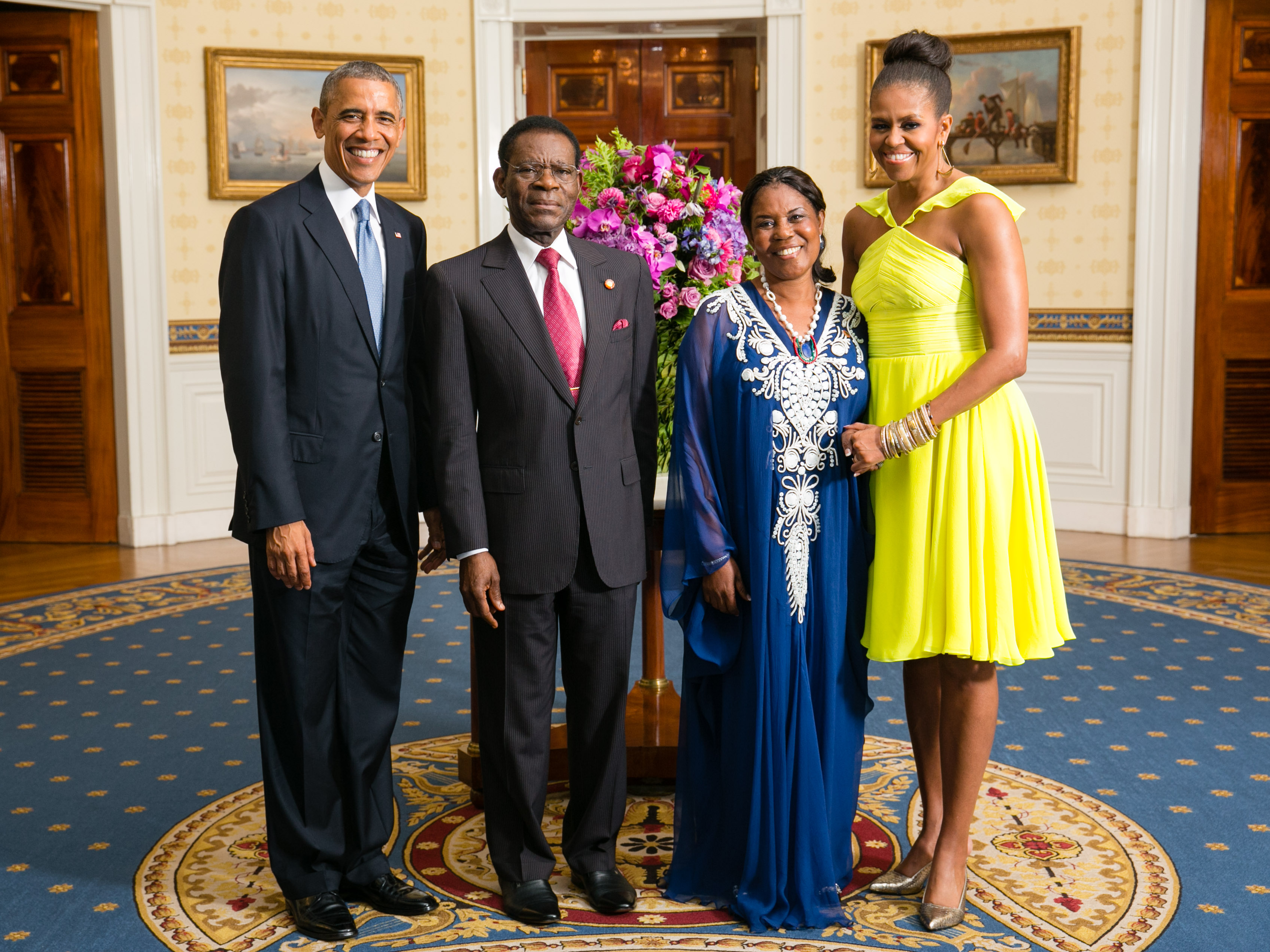
گینه استوایی تئودور اوبیانگ انگوئما، گینه استوایی
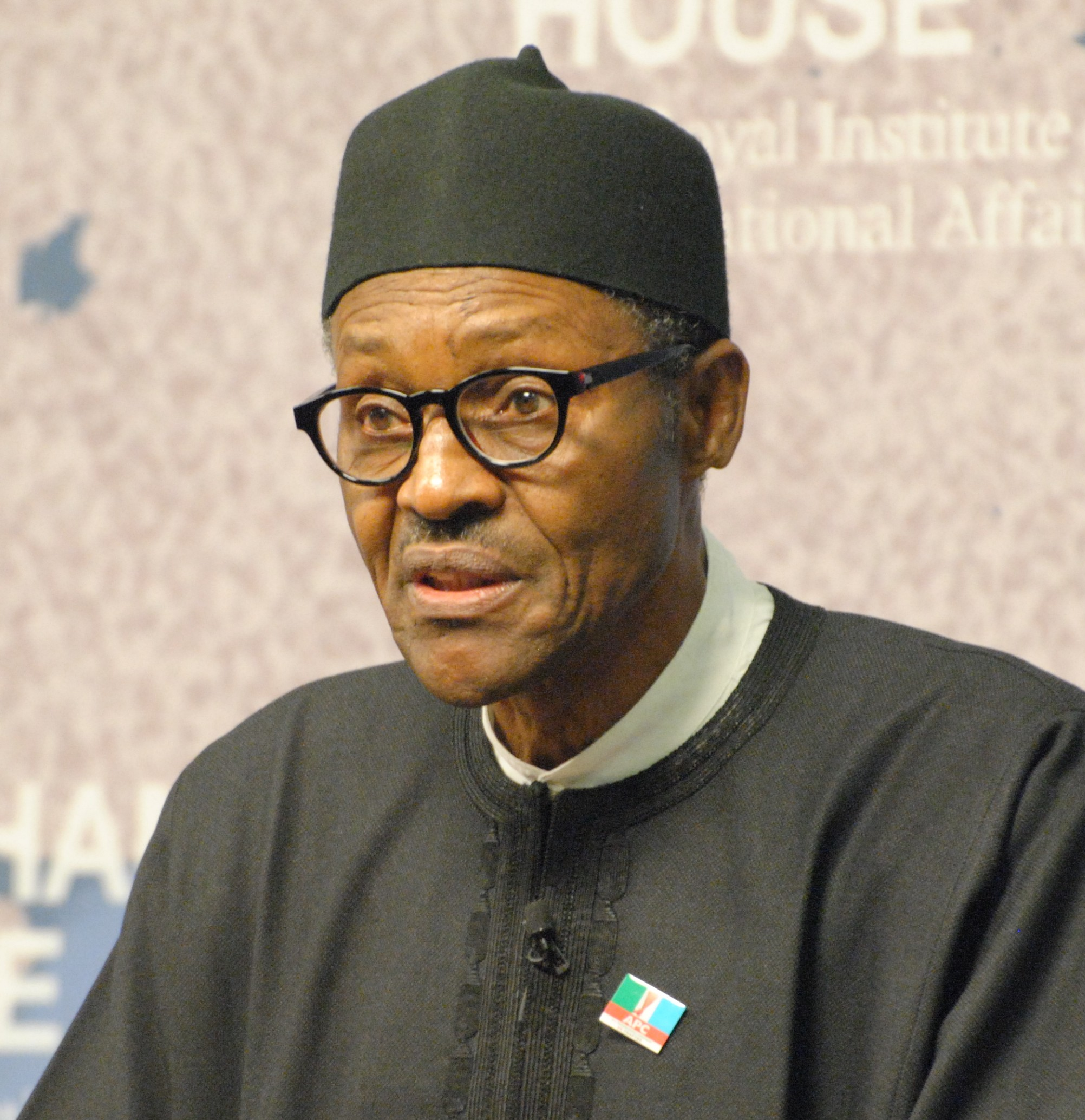
نیجریه محمدو بوهاری، نیجریه
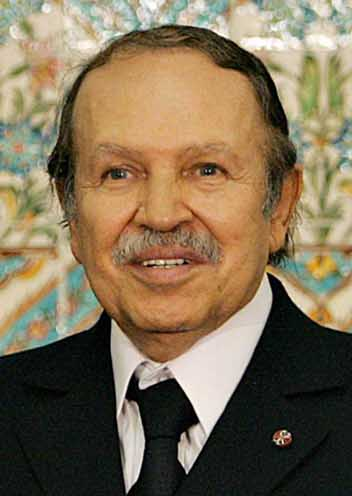
الجزایر عبدالعزیز بوتفلیقه، الجزایر
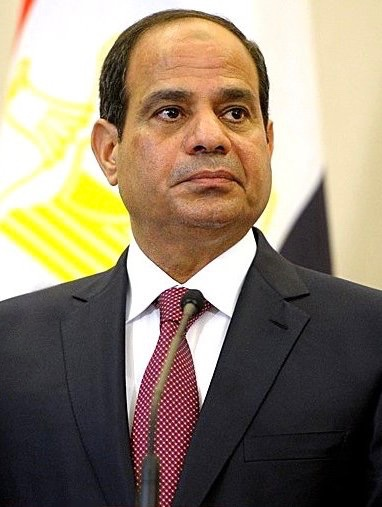
مصر عبدالفتاح سیسی، مصر
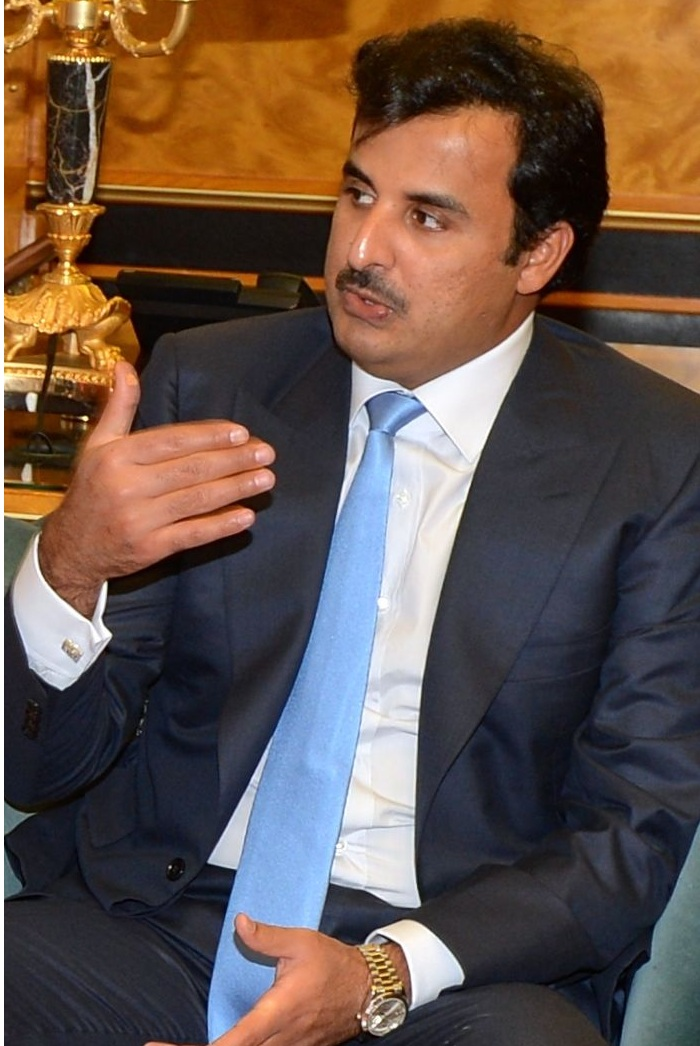
قطر تمیم بن حمد بن خلیفه آل ثانی، قطر
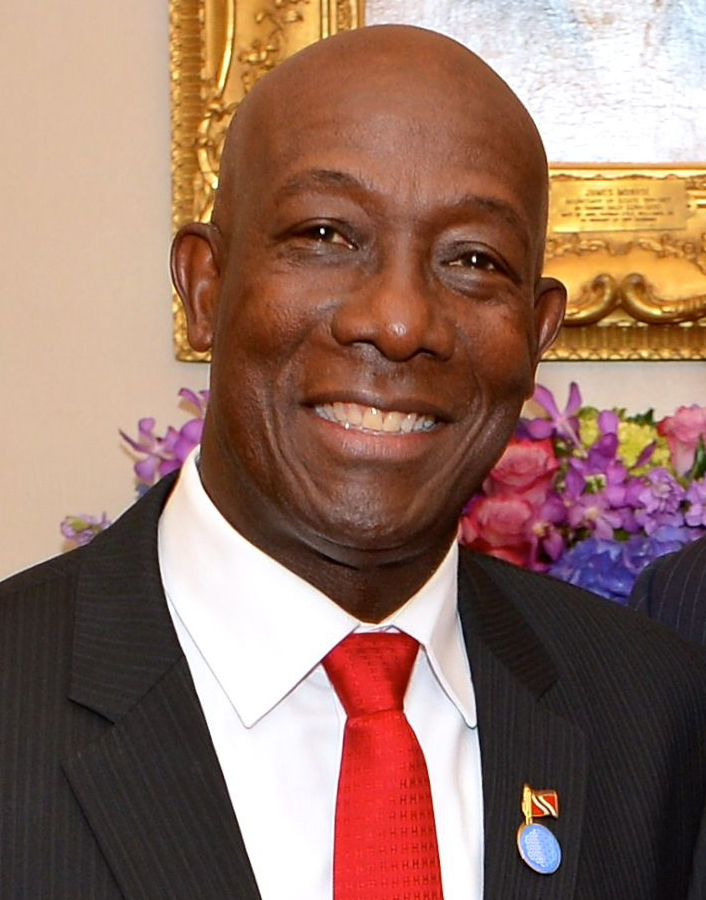
ترینیداد و توباگو
Keith Rowley, ترینیداد و توباگو

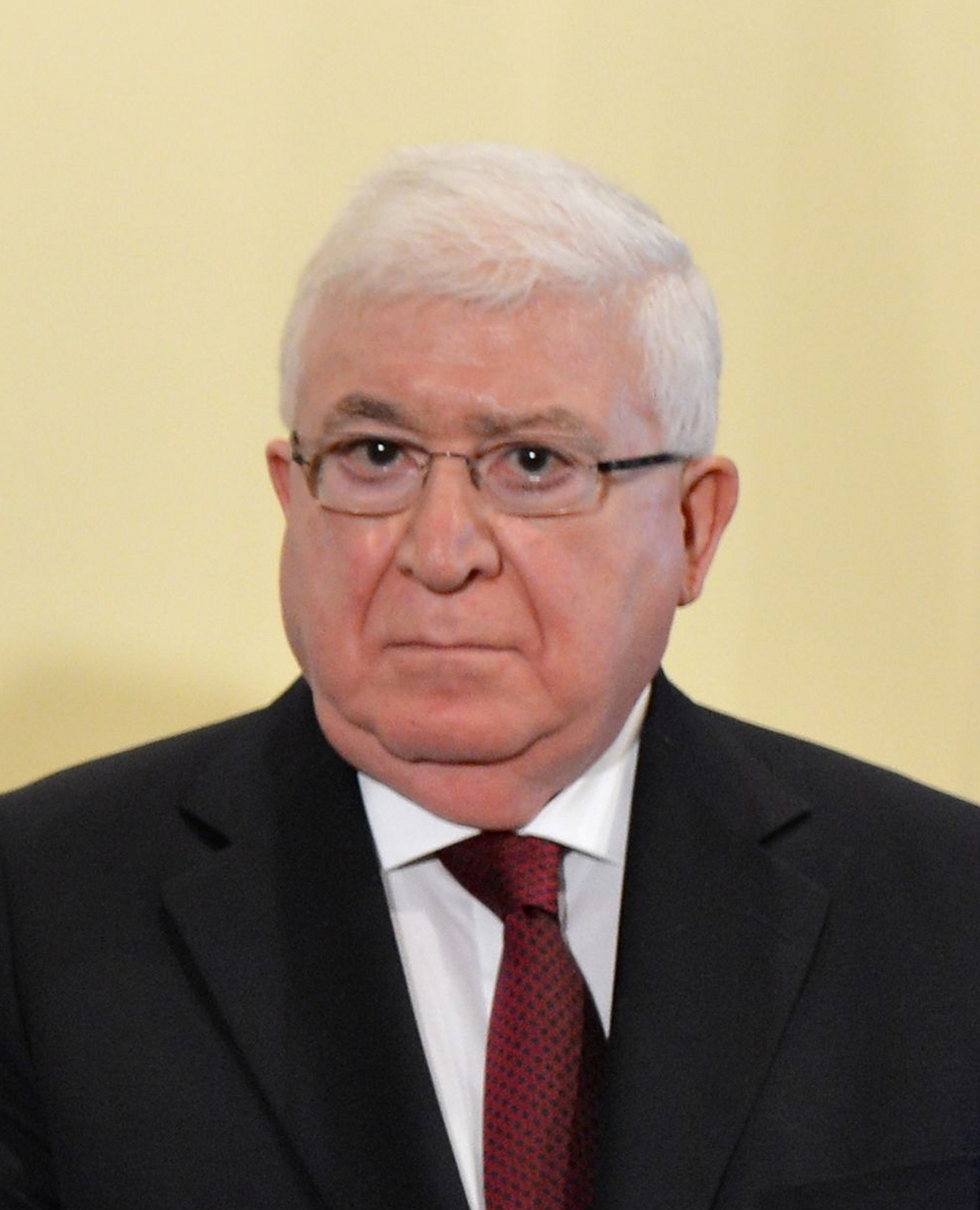
IRQ فؤاد معصوم، عراق

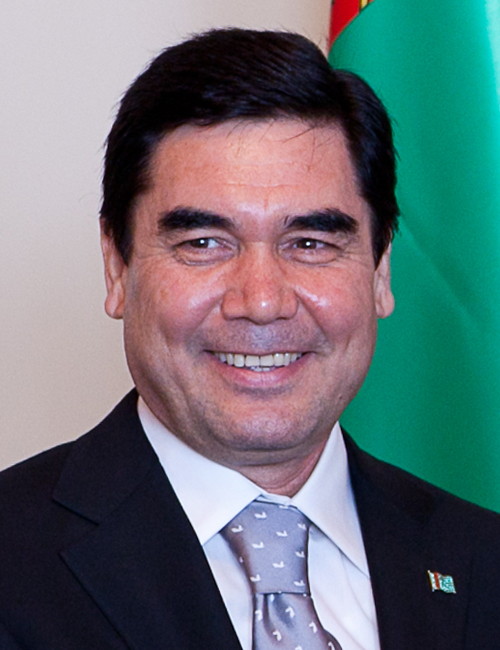
TKM قربان‌قلی بردی‌محمدف، ترکمنستان

اعضای ناظر :
- عراق
فؤاد معصوم، عراق

مهمان ویژه:
- ترکمنستان
قربان‌قلی بردی‌محمدف، ترکمنستان